# Kvartilni razmik
Kvartilni razmik (kratica QR; tudi interkvartilni razmik, interkvartil, interkvartilni razpon) je statistični kazalec, ki predstavlja razliko (razpon) med tretjim in prvim kvartilom, in pomembna mera razpršenosti vrednosti statističnih enot. Kvartilni razmik je uporabljen za odvzem vzorca 50 % vrednosti, ki so najbližje aritmetični sredini. Na ta način je odrezanih 25 odstotkov spodnjih zunanjih vrednosti (ležijo pod prvim kvartilom Q1) in 25 odstotkov zgornjih zunanjih vrednosti (ležijo nad tretjim kvartilom Q3).
Kvartilni razmik je merjen v enakih merskih enotah kot podatki v statistični populaciji.

## Primer
Če ima statistična populacija 11 statističnih enot, predstavljajo spodnjih 25 odstotkov 3 najnižje vrednosti (natančneje 2,75 dela najnižjih vrednosti, kar je pri nezveznih spremenljivkah zaokroženo na 3), zgornjih 25 odstotkov pa 3 najvišje vrednosti. Kvartilni razpon je razlika med prvim in tretjim kvartilom, tj. 10 (= 115 - 105).
```
     i    x[i]
     1    102
     2    104
     3    105 ---- prvi kvartil (Q1) = 105
     4    106
     5    108
     6    109 ---- drugi kvartil (Q2 ali mediana) = 109
     7    110
     8    112
     9    115 ---- tretji kvartil (Q3) = 115
    10    115
    11    118

```